# GCompris
GCompris (произносится «же компри́» от фр. j'ai compris «я понял!») — программный набор развивающих игр для детей 2—10 лет.

## Описание
Представляет собой комплект из более чем 140 упражнений в игровой форме:
- Изучение компьютера: упражнения с клавиатурой и мышью.
- Исследования: тренировка памяти на звуки, цвета и др., лабиринт, шрифт Брайля. Разнообразные игры: изучение часов, география и др.
- Опыты: физические явления, электрические схемы (GnuCap).
- Развлечения: графический редактор Tux Paint, текстовый редактор, футбол.
- Математика: арифметика, геометрия.
- Головоломки: пазлы, пятнашки, ханойская башня, судоку, танграм.
- Чтение: уроки чтения букв и слов, игра «Виселица».
- Стратегические игры: шахматы (GNU Chess), четыре в ряд.

Пакет программ GCompris может быть использован одним пользователем или настроен индивидуально для нескольких пользователей как на одном ПК, так и в локальной сети, со сбором статистики и успехов по прохождению заданий каждого пользователя. Это удобно для создания уроков (например, по чтению, иностранным языкам, математике, информатике) в учебных заведениях и детских садах.
Идея создания состоит в предоставлении удобной и простой единой платформы для разработки обучающих программ.
GCompris является кроссплатформенным программным обеспечением с открытым исходным кодом и распространяется в установочных пакетах для наиболее популярных операционных систем: Windows, Linux, MacOS.
Изначально программа была разработана сообществом на основе GTK+. В 2014 году начата амбициозная задача переписывания всей программы для Qt Quick.
В 2015 году стало известно, что программа была портирована на Android для мобильных устройств (планшетов и смартфонов) и опубликована в Google Play, как бесплатное ПО, с возможностью платного расширения доступного количества упражнений и игр.
Также, в конце 2014 года сообществом G-Compris инициирована кампанию крауд-финансирования с целью создания новой улучшенной и унифицированной графики.